# Igeltjärnen (Trönö socken, Hälsingland, 682007-154909)
Igeltjärnen är en sjö i Söderhamns kommun i Hälsingland och ingår i Norralaåns huvudavrinningsområde.